# 383P/Christensen
383P/Christensen è una cometa periodica appartenente alla famiglia delle comete gioviane; la cometa è stata scoperta il 16 settembre 2006 dall'astronomo statunitense Eric J. Christensen, la sua riscoperta il 25 giugno 2019 ha permesso di numerarla.